# 282
| 282                |
| ------------------ |
| Dødsfald - Fødsler |
|                    |

| Gregoriansk kalender | 282 CCLXXXII            |
| Ab urbe condita      | 1035                    |
| Armensk kalender     | I/T                     |
| Kinesiske kalender   | 2978 – 2979 辛丑 – 壬寅 |
| Etiopisk kalender    | 274 – 275               |
| Jødisk kalender      | 4042 – 4043             |
| Hindukalendere       |                         |
| - Vikram Samvat      | 337 – 338               |
| - Shaka Samvat       | 204 – 205               |
| - Kali Yuga          | 3383 – 3384             |
| Iransk kalender      | 340 BP – 339 BP         |
| Islamisk kalender    | 351 BH – 350 BH         |

Se også 282 (tal)